# Matija Mažuranić
Matija Mažuranić (Novi Vinodolski, 4. veljače 1817. – sanatorij u Feldhofu pokraj Graza, 17. travnja 1881.), hrvatski književnik i putopisac. Brat je hrvatskog bana i književnika Ivana Mažuranića (1814. – 1890.), pisca Smrti Smail-age Čengića i jezikoslovca Antuna Mažuranića (1805. – 1888.).

## Životopis
Polazio je njemačku školu u rodnome mjestu, završivši kovački zanat. Često putuje (Crna Gora, Srbija), posebno u nekoliko navrata Bosnom. Godine 1841. ponovno je u Novom, bavi se i zanatom i poljodjelstvom, ali i knjigom i uopće kulturnim pitanjima. Godine 1847. nalazi se u Beču, 1848. ponovno u Bosni (u Sarajevu, na dvoru Fazli-paše Šerifije). Bosna i Orijent kao da su ga privlačili neodoljivom snagom. Sačuvana pisma govore a tome kako je Matija bio svjestan da zapušta ženu i obitelj, ali se oteti nije mogao. Tako on potkraj 1848., u jednom pismu braći kaže doslovno: “Ja ne znam kad ću se povratiti kući, jer sam, bojim se, samo za ovu zemlju stvoren. Turci me jako ljube radi velike mudrosti, kako kažu, a raja sve većma i većma povjerenje u me stavlja, i otud ne more drugo slijediti nego mitra na glavi ili kolac u dupe”. Poslije Sarajeva otišao je Matija čak i do Carigrada (iako se datumi ne mogu točno utvrditi), a legende tvrde i dalje, do Sueza i Egipta. Svakako, godine 1852. Matija je ponovno u Novome i tu živi sve do oboljenja 1879. Ugledan poduzetnik i bogat građanin svoga rodnoga mjesta, Matija kao da je bio unaprijed određen da nemirno završi, čak i onda kad je odlučio suprotno: da se preda povučenom životu i smirenom radu. Počeli su se javljati simptomi pomračenja uma i on je umro u sanatoriju poznatog liječnika Krafft-Ebinga, kraj Graza, 17. travnja 1881.
Napisao je putopisnu prozu Pogled u Bosnu (1842.), koja u trenutku pojave predstavlja vrhunac hrvatske književne umjetnosti riječi. Putujući 1839. u Bosnu (od Karlovca, Siska i Kostajnice, preko Beograda, pješice i na konju, do Sarajeva, Travnika pa preko Romanije do Zvornika) - Mažuranić je na pučki način, bez ikakvih pobuda sa strane ili literarnih utjecaja, kao dobar poznavalac narodnog stvaralaštva, napisao djelo koje se čita i kao pustolovina i kao realistički prikaz doživljenoga i viđenoga. U tom se putopisu isprepleću autorovi pogledi na odnose između Turaka i Bošnjaka, islama i kršćanstva, s opisima običaja i svakodnevnog života, slike vezirskih dvorova paša i aga, ali i narodnih mehana, razmišljanja o svakodnevnici života, smrti i ljubavi. Sve je to opisano živim pripovjedačkim nervom i skladnim narodnim jezikom.
Taj putopisni “biser hrvatske proze”, kako ga je nazvala kritika, nema ni patriotskih tirada ni naglašene utilitarne tendencije, bez obzira nato što su piščeva zapažanja o Bosni bila od velike koristi hrvatskim preporoditeljima, a posebice Ivanu Mažuraniću pri pisanju njegova poznatog epa. Tako se Matija Mažuranić ovom jednostavnom putopisnom knjižicom, zahvaljujući svojem osjećaju za čisti, izvorni narodni jezik i izričaj, za pravi realistički detalj, ali i za dobroodabrani opis običaja i odnosa medu ljudima, za legendu i anegdotu — nametnuo kao vrhunski hrvatski preporodni pisac, i to upravo u žanru putopisa, dakle književnoj vrsti koja naslućuje i poeziju, i esej i kritiku — otvarajući na taj način putove daljnjim naporima da se hrvatska književnost digne na razinu prave umjetnosti. 

## Djela
- Pogled u Bosnu, ili kratak put u onu krajinu, učinjen 1839—40. po jednom domorodcu, Zagreb, 1842.
- Izabrana djela, PSHK, knj. 32, Zagreb, 1965.
- Pogled u Bosnu... objavljen je i na turskom jeziku: Bosna’ya Bir Bakış yahut Bir Hrvat Vatandaşının 1839.40 Yılları Arasında o Eyalete Kısa Bir Yolculuğu, priredili dr. sc. Ekrem Čaušević, dr. sc. Tatjana Paić-Vukić i mr. sc. Ayla Hafız Küçükusta, Balkan Türkoloji Araştırmaları Merkezi (BAL-TAM), Prizren 2011., 77 str. + zemljopisna karta.